# Косов, Ярослав Алексеевич
Яросла́в Алексе́евич Ко́сов (род. 5 июля 1993, Магнитогорск, Челябинская область) — российский хоккеист, правый нападающий.

## Биография

### Клубная карьера
Начал профессиональную карьеру в 2010 году в составе клуба Молодёжной хоккейной лиги «Стальные Лисы», в составе которого в сезоне 2010/11 стал финалистом Кубка Харламова, набрав 28 (17+11) очков в 59 проведённых матчах. В следующем году на драфте НХЛ он был выбран в 5 раунде под общим 124 номером клубом «Флорида Пантерз». 22 сентября 2011 года в матче против чеховского «Витязя» дебютировал в КХЛ, а спустя месяц в матче против челябинского «Трактора» забросил свою первую шайбу в лиге.

### Сборная
В составе сборной России принимал участие в молодёжном чемпионате мира 2012 года, на котором он вместе с командой стал серебряным призёром, набрав 4 (2+2) очка в 7 проведённых матчах. На втором в его жизни, уже бронзовом, молодёжном чемпионате мира 2013 года набрал 4 (3+1) очка в 7 играх, забросив три шайбы в матче против команды Германии.

### Происшествия
29 октября 2011 года Косов попал в аварию, на скорости 120 км/ч врезавшись в автомобиль ВАЗ 2106. В результате он получил закрытую черепно-мозговую травму, смещение позвонков и тяжелое сотрясение мозга. Тем не менее, уже 16 ноября Ярослав вернулся на лёд, в первом же матче отметившись заброшенной шайбой и двумя результативными передачами.
В январе 2019 года был отчислен из ХК «Нефтехимик» за пьяный дебош в гостинице г. Казани, который произошел в декабре 2018 г.

## Статистика
| Легенда | Легенда                    | Легенда | Легенда                   | Легенда | Легенда    |
| ------- | -------------------------- | ------- | ------------------------- | ------- | ---------- |
| И       | Количество проведённых игр | Штр     | Штрафное время            | +/−     | Плюс-минус |
| Г       | Голы                       | П       | Голевые передачи          | О       | Очки       |
| -       | Статистика неизвестна      | —       | Статистика не учитывалась |         |            |

## Достижения

### Командные
Юниорская карьера
| Год  | Команда       | Достижение            | Достижение |
| ---- | ------------- | --------------------- | ---------- |
| 2011 | Стальные Лисы | Серебряный призёр МХЛ |            |
| 2012 | Стальные Лисы | Бронзовый призёр МХЛ  |            |

КХЛ
| Год        | Команда                | Достижение                    | Достижение |
| ---------- | ---------------------- | ----------------------------- | ---------- |
| 2014, 2016 | Металлург Магнитогорск | Обладатель Кубка Гагарина (3) |            |
| 2018       | Ак Барс                | Обладатель Кубка Гагарина (3) |            |

Международные
| Год  | Команда       | Достижение                                    | Достижение |
| ---- | ------------- | --------------------------------------------- | ---------- |
| 2012 | Россия (мол.) | Серебряный призёр молодёжного чемпионата мира |            |
| 2013 | Россия (мол.) | Бронзовый призёр молодёжного чемпионата мира  |            |